# Křížový vrch (Šluknovská pahorkatina)
Křížový vrch (německy Kreuzberg) je kopec o nadmořské výšce 446 m nacházející se ve Starých Křečanech (část obce Brtníky) v Ústeckém kraji.

## Charakteristika
Vrch náleží ke geomorfologickému celku Šluknovská pahorkatina, jeho okrsku Rumburská pahorkatina a podokrsku Krásnolipská pahorkatina. Geologické podloží tvoří středně až hrubě zrnitá brtnická žula, kterou narušuje mocná žíla granitového porfyru. Půdním pokryvem je modální mesobazická kambizem. Křížový vrch je odvodňován Brtnickým potokem, který je přítokem Křinice. Celý kopec tak náleží k povodí Labe a úmoří Severního moře. Vrcholová část kopce je zalesněna smíšeným lesem. Přes vrch vede červeně značená turistická stezka ve směru do Brtníků a Vlčí Hory.

## Křížová cesta a kaple
Poblíž vrcholu Křížového vrchu stojí od roku 1768 barokní kaple Nejsvětější Trojice. K té přibyla klasicistní křížová cesta vybudovaná v letech 1801 až 1804. Ta sestává z Getsemanské zahrady, třinácti zastavení v podobě výklenkových kaplí a kaple Božího hrobu, která stojí nejblíže k vrcholu. Pod křížovou cestou stojí litinový kříž s kamenným podstavcem.

## Galerie

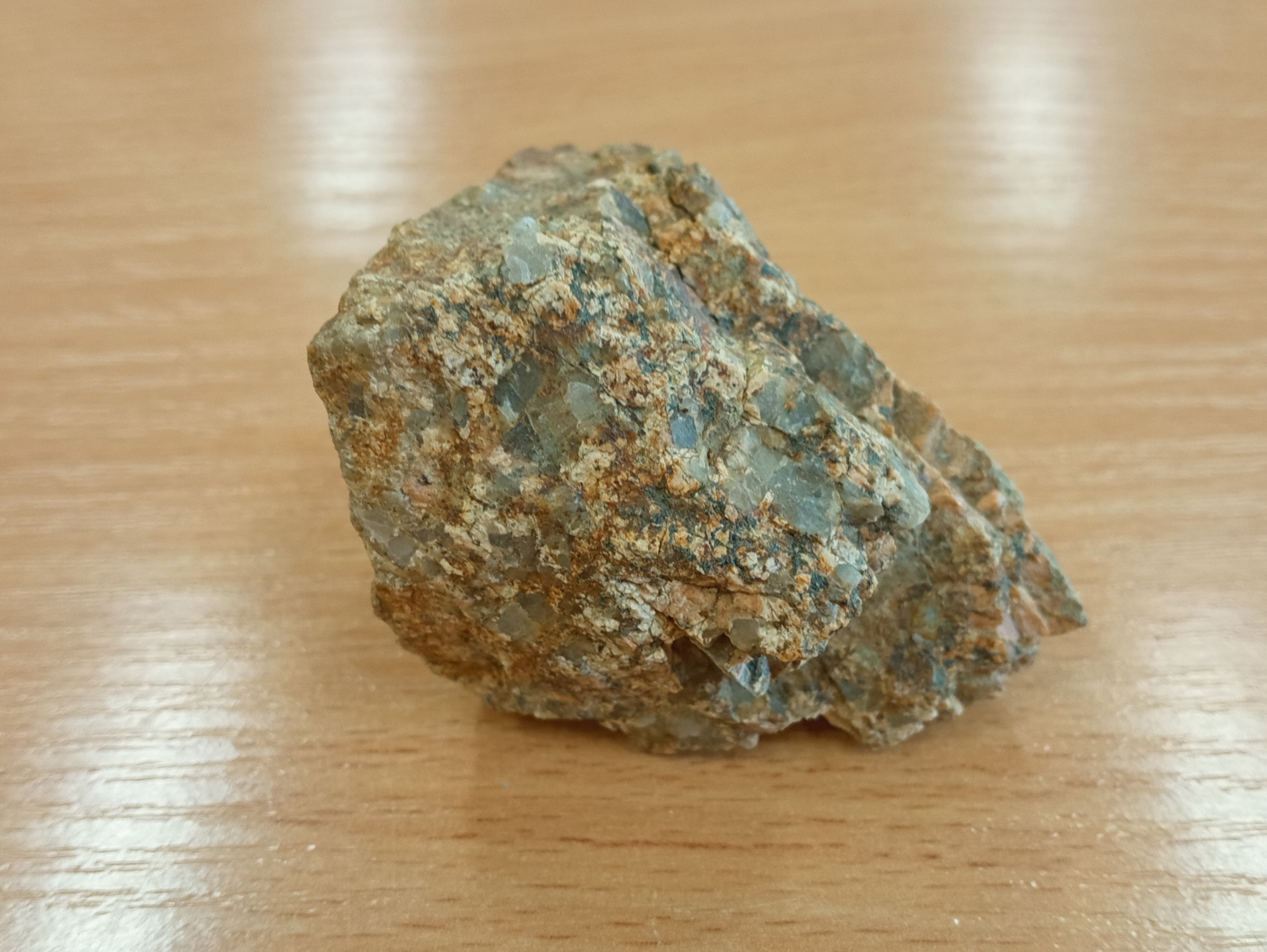
Brtnická žula
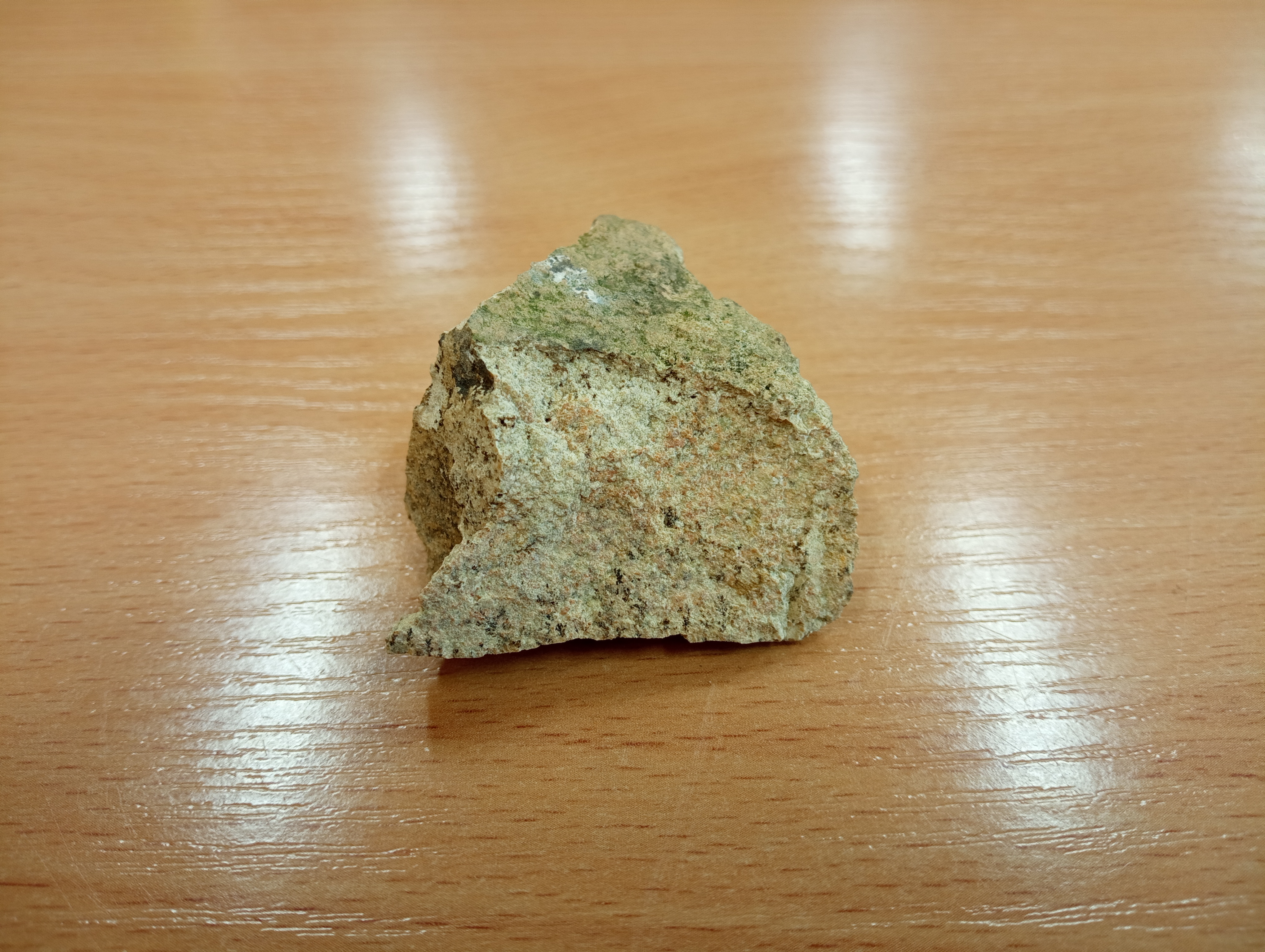
Granitový porfyr
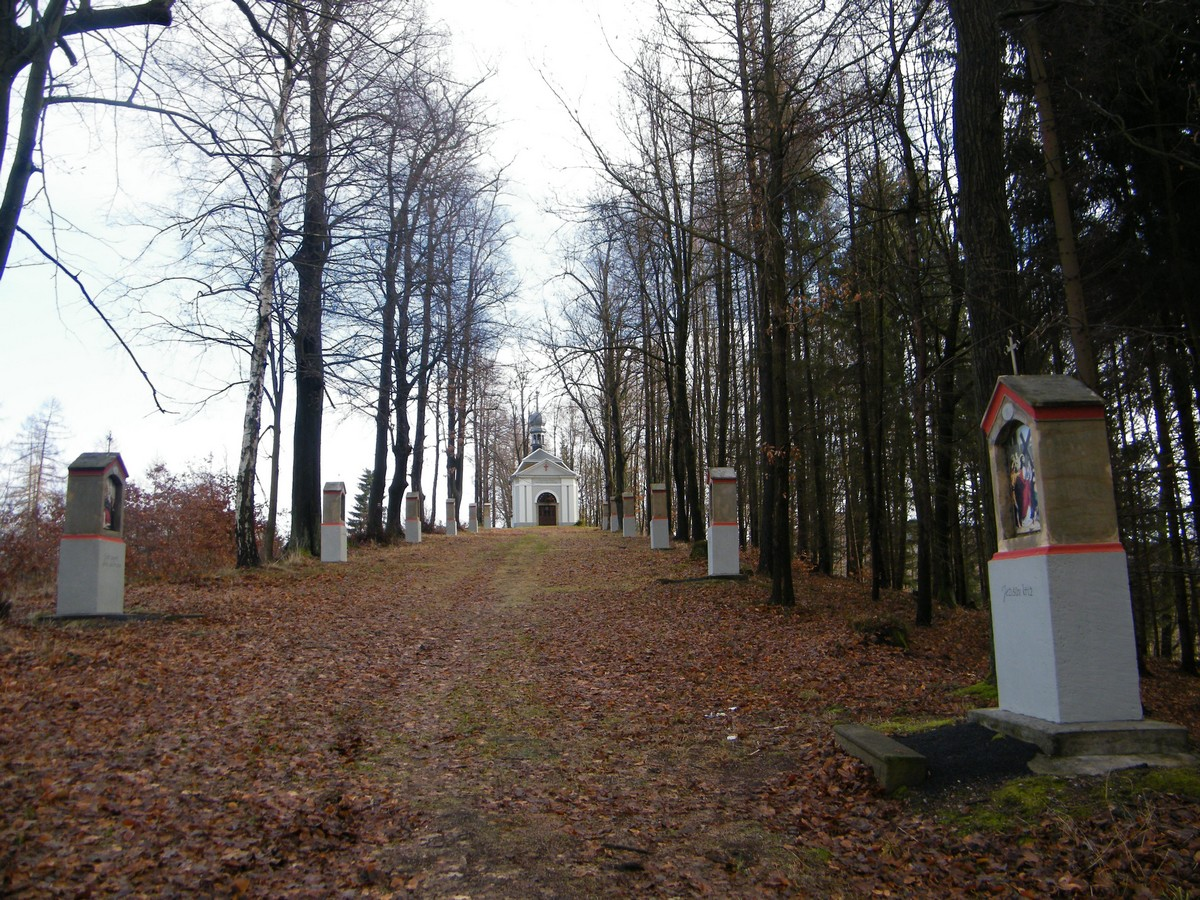
Křížová cesta
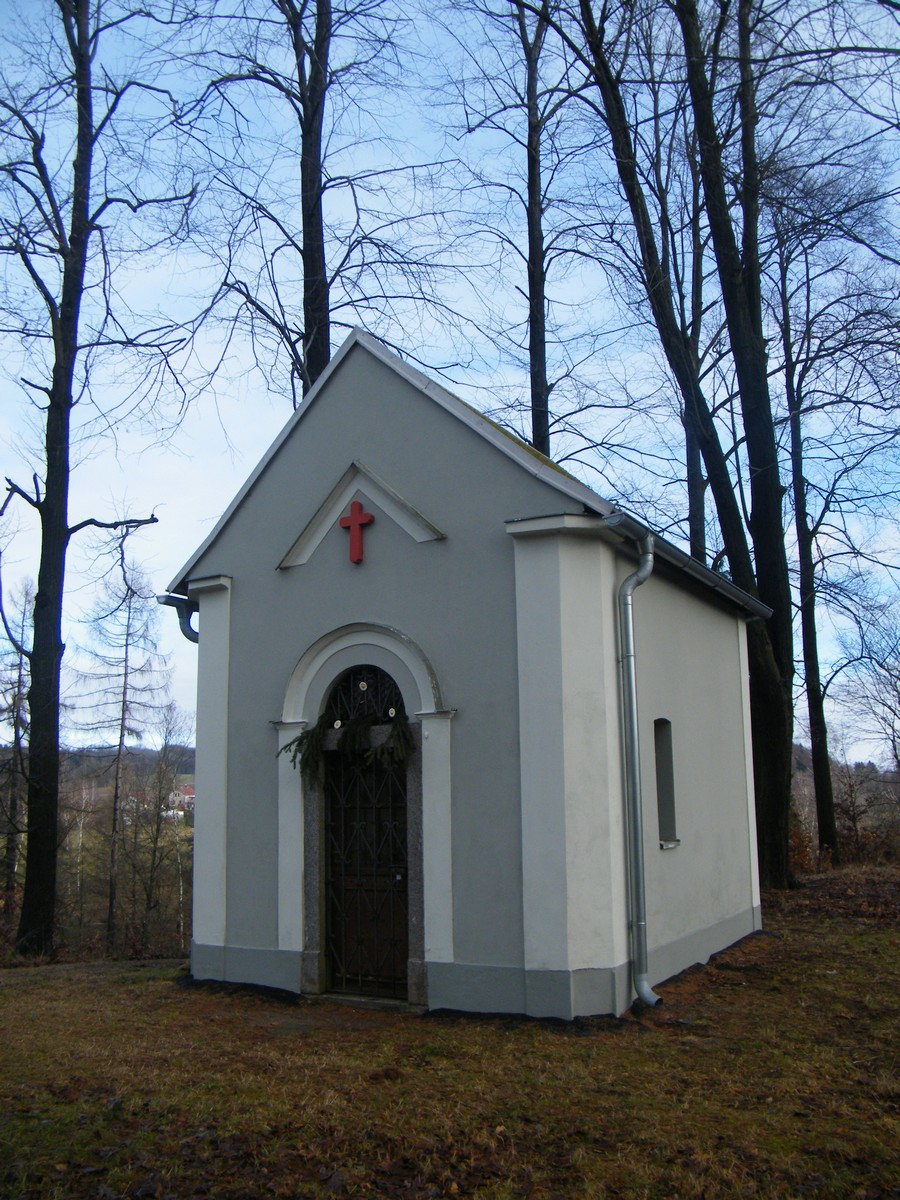
Kaple Božího hrobu
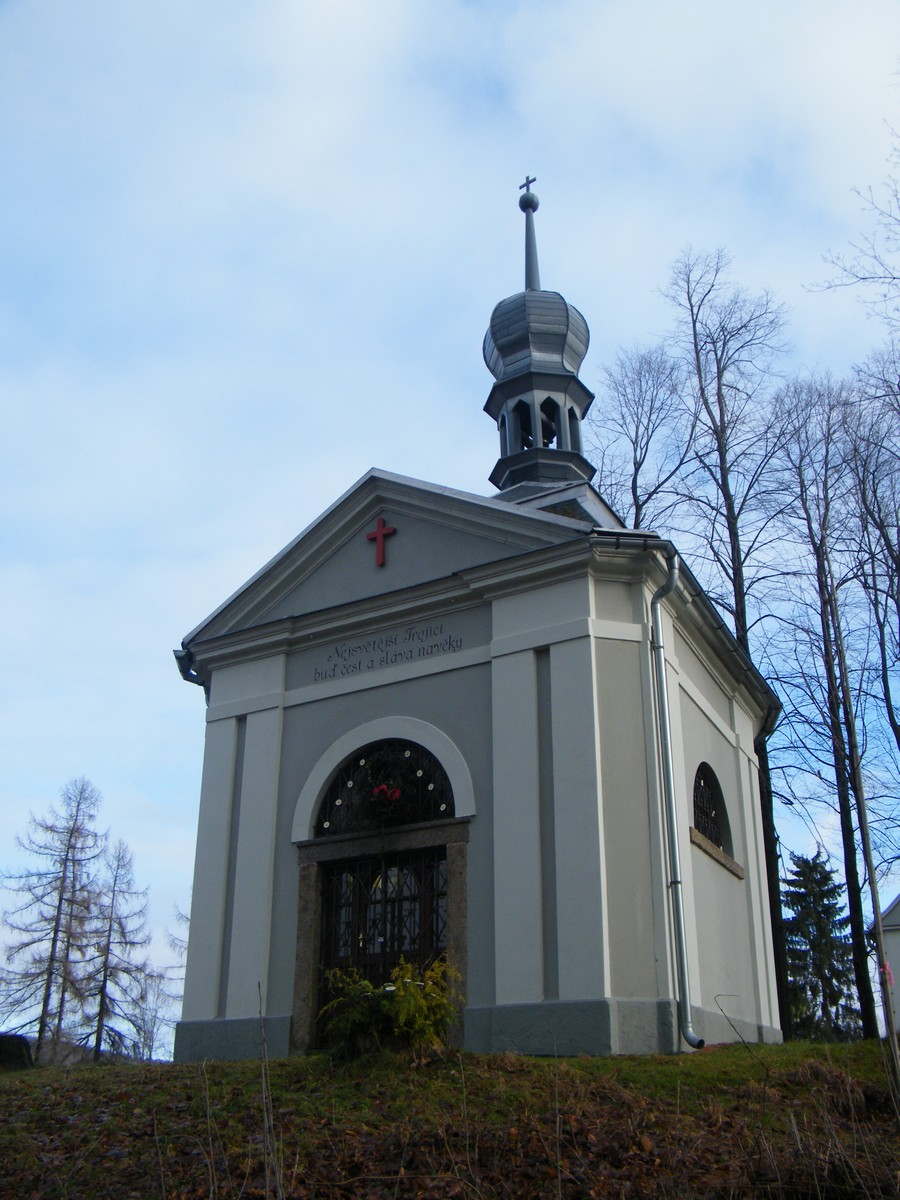
Kaple Nejsvětější Trojice
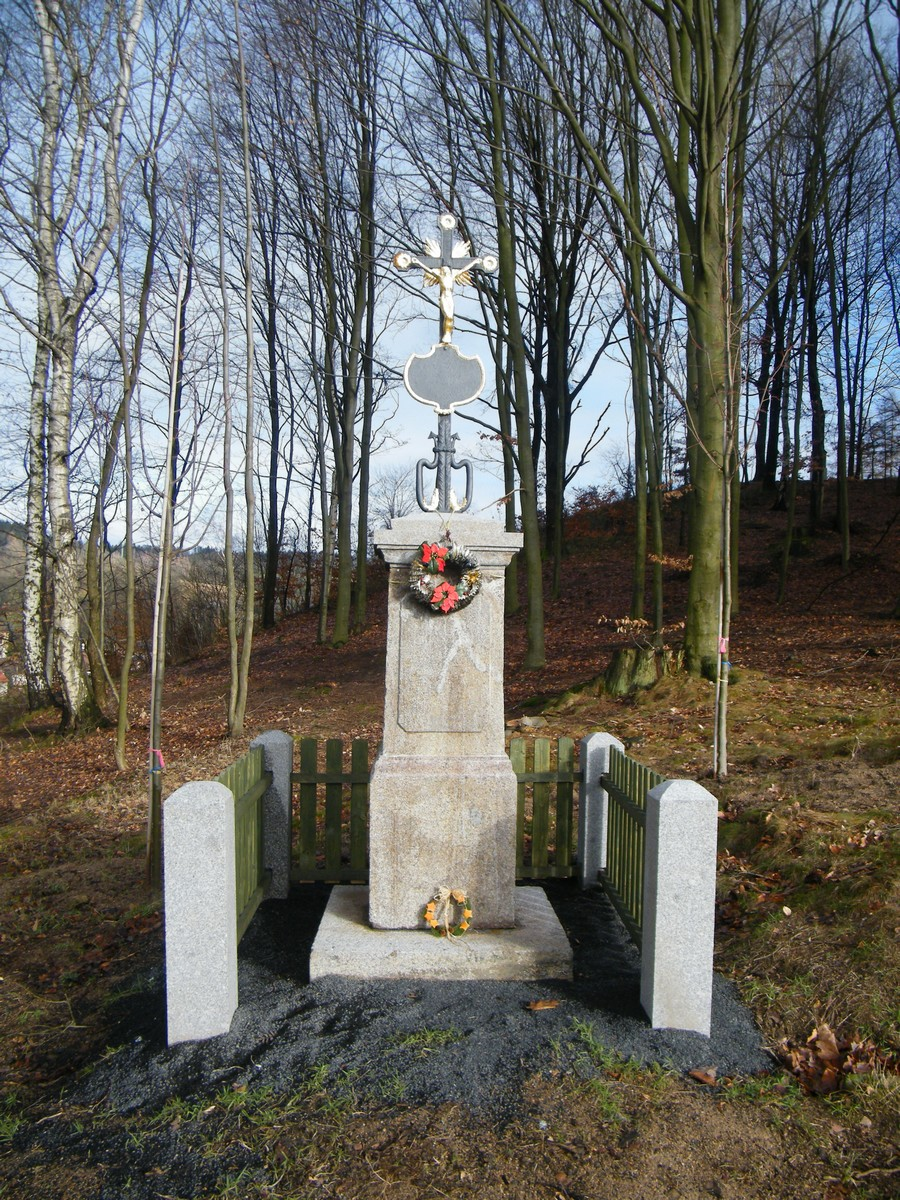
Kříž